# 竹田恆德
竹田宮恆德王（1909年（明治42年）3月4日—1992年（平成4年）5月11日），皇籍離脫後稱竹田恆德、日本舊皇族（竹田宮第2代當主）、陸軍軍人。竹田宮恆久王第1王子。最高軍階為陸軍中佐，勲等大勳位。1947年（昭和22年）10月皇籍離脱。

## 生平
早年就读于学习院、陆军幼年学校、陆军士官学校预科。1930年7月，于陆军士官学校骑兵科（42期）毕业。相貌堂堂，气度潇洒的恒德王在日本民众与青年军官中很受欢迎。
太平洋战争期间，作为大本营参谋参加了菲律宾海战和瓜岛海战。在此期间，他化名为“宫田参谋”。1943年3月晋升中佐，8月成为关东军731部队参谋。据说，恒德王在新京曾与满洲国皇帝溥仪有过接触，关系密切。1945年7月回国，任第一总军参谋。战争结束后，他再次以天皇特使的身份前往满洲，向关东军传达了停火的要求，并下达了解除武装的严格命令。
1947年10月14日，接受皇籍离脱成为平民。他对成为平民一事没有表示任何反对的意见，因为他长期以来一直觉得皇室成员人数众多会造成问题。竹田脱离皇籍后得到了一笔钱，为了这笔钱而接近他的人络绎不绝，但他都婉言谢绝了。
竹田于1962年至1969年曾任日本奥委会委员长，并在组织1964年东京夏季奥运会和1972年札幌冬季奥运会发挥重要作用。1967年至1981年，他曾任国际奥委会成员。

## 略歷
- 1909年（明治42年）3月4日 - 誕生，為父親恆久王同妃昌子內親王第一王子
- 1919年（大正8年）8月23日 - 繼承竹田宮
- 1929年（昭和4年）3月 - 成為貴族院議員（皇族議員）
- 1930年（昭和5年）7月 - 自陸軍士官學校畢業（42期）
- 1938年（昭和13年） - 陸軍大學校畢業（50期）
- 1940年（昭和15年）8月 - 陸軍少佐
- 1940年（昭和15年）11月3日 - 大勲位菊花大綬章受章
- 1940年（昭和15年）12月 - 參謀本部第1部作戰課員
- 1943年（昭和18年）3月 - 任陸軍中佐
- 1943年（昭和18年）8月 - 關東軍作戰參謀
- 1945年（昭和20年）7月 - 第1總軍防衛主任參謀
- 1946年（昭和21年）5月23日 - 免去貴族院議員
- 1947年（昭和22年）10月14日 - 皇籍離脱改名竹田恆德
- 1947年（昭和22年）10月15日 - 公職追放
- 1957年（昭和32年） - 社團法人日本動物福祉協會名譽會長
- 1962年（昭和37年）10月15日 - 日本奧林匹克委員長
- 1965年（昭和40年）1月5日 - 賜・銀杯一組（菊紋）
- 1967年（昭和42年）5月8日 - 國際奧林匹克委員會委員就任
- 1969年（昭和44年） - 日本撞球協會會長
- 1981年（昭和56年）1月1日 - 偕行社會長
- 1982年（昭和57年）9月 - 特攻隊慰靈顯彰會會長（後財團法人特攻隊戰歿者慰靈平和祈念協会）
- 1989年（平成元年）12月31日 - 偕行社會長卸任
- 1990年（平成2年） - 日本撞球協會會長卸任
- 1992年（平成4年）5月11日 - 薨去

## 照片

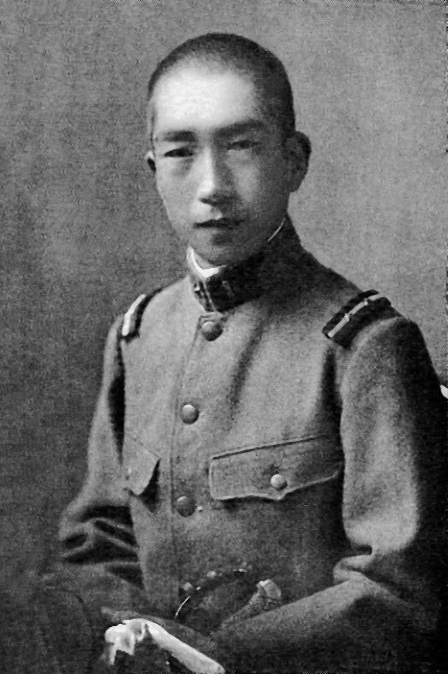
少年时期的恆德王

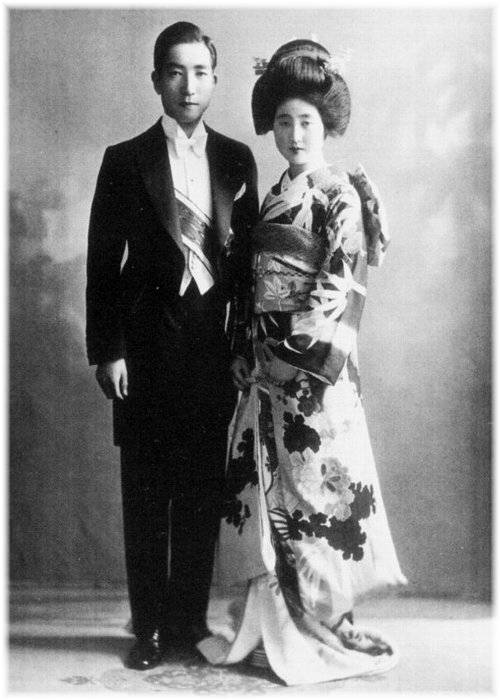
恆德王同妃光子

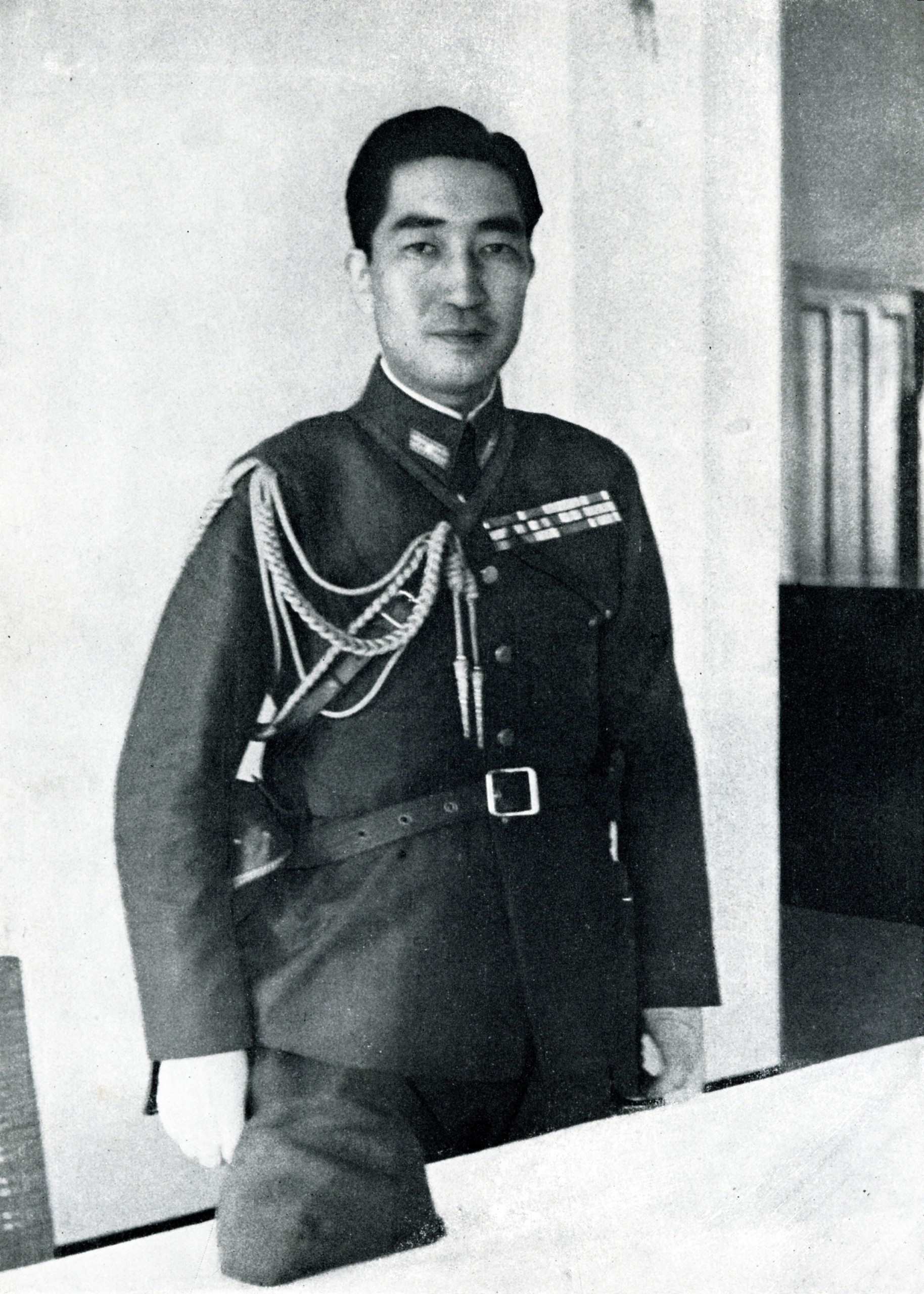
恆德王於1943年

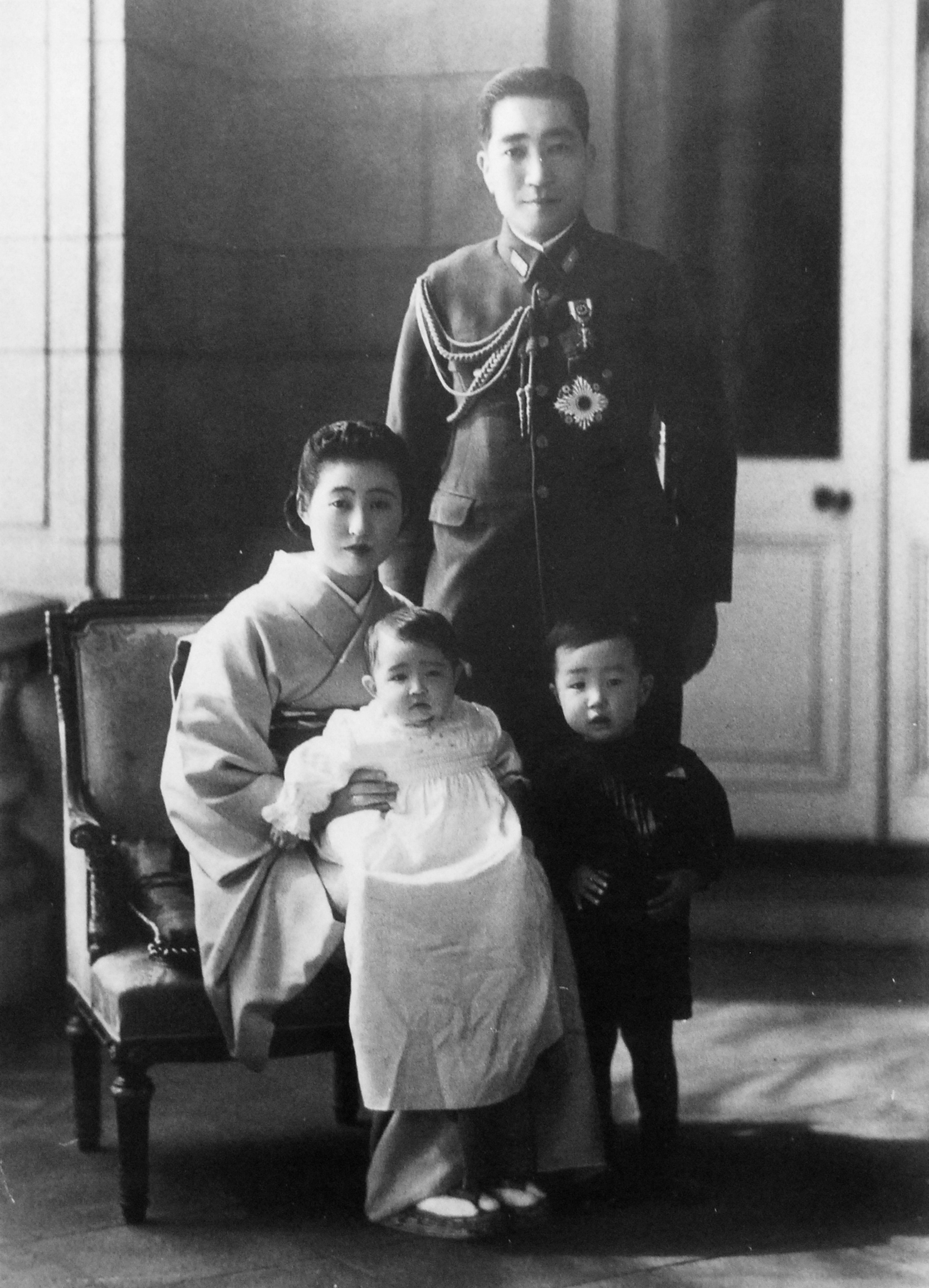
恆德王一家

## 家庭
以三條公輝公爵次女光子為妃、共生了3男2女。
第一王子：恆正王（1940年 - ） - 繼承竹田家當主
第一王女：素子女王（1942年 - ）
第二王女：紀子女王（1943年 - ）
第二王子：恆治王（1944年 - ）
第三子：竹田恆和（1947年 - ）